# Julinho
Júlio Botelho, v dobách své hráčské kariéry známý spíše jako Julinho (29. červenec 1929, São Paulo – 10. leden 2003) byl brazilský fotbalista. Hrával na pozici útočníka či záložníka.
V dresu brazilské reprezentace se zúčastnil mistrovství světa ve Švýcarsku roku 1954. Celkem za národní tým odehrál 27 zápasů, v nichž vstřelil 14 branek.
S Fiorentinou se stal mistrem Itálie (1955/56).
Brazilský časopis Placar ho vyhlásil 73. nejlepším fotbalistou 20. století.